# 大禹陵

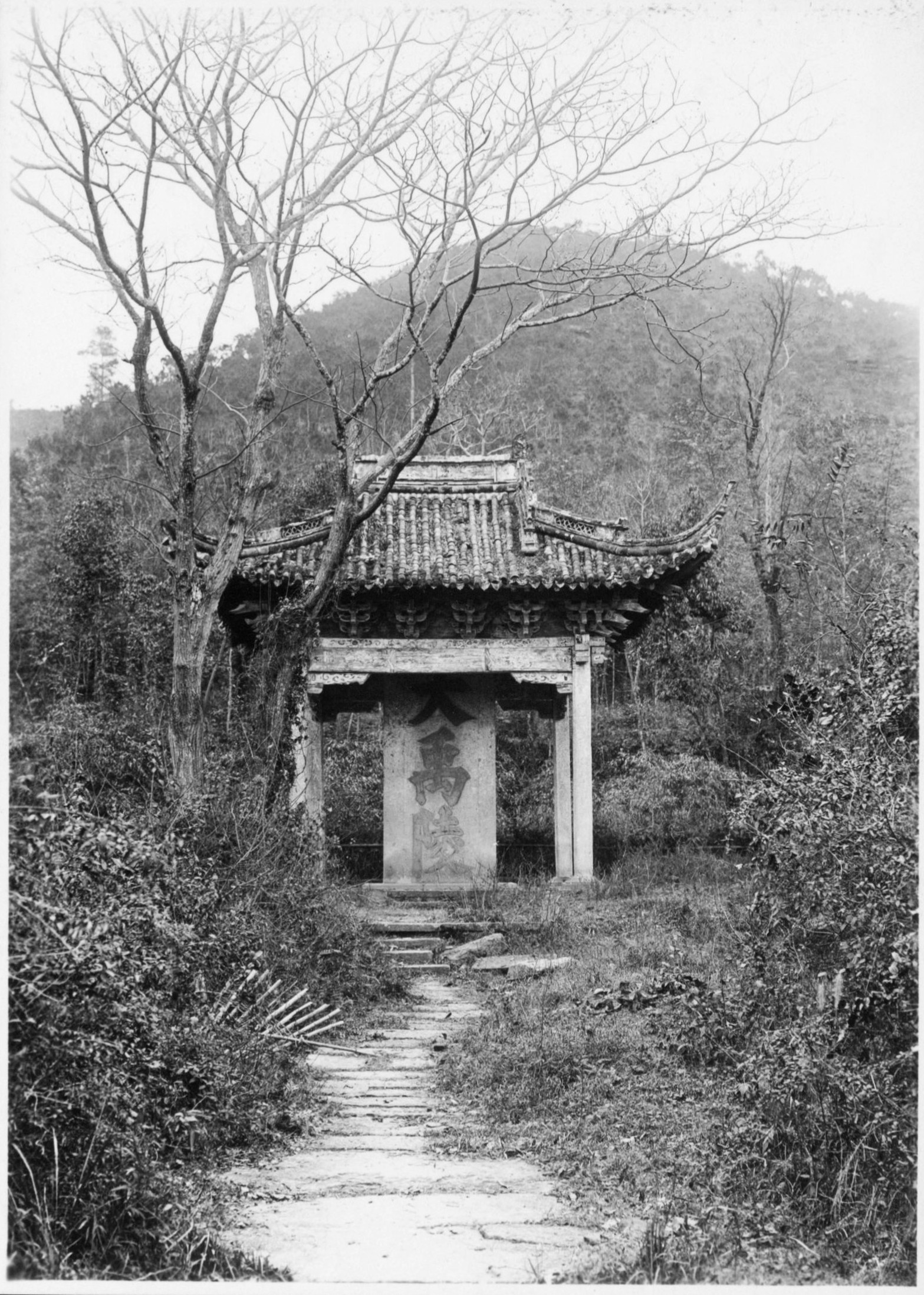
1930年代

大禹陵，是夏朝开国国君大禹的纪念陵墓，位于浙江省绍兴市东南8公里禹陵乡禹陵村，大禹墓在会稽山下，坐东朝西。

## 历史
禹祠是各地大禹后裔追认、祭拜先祖的场所，其始建时间可追溯至夏朝。大禹葬于会稽山后，其子启（夏朝第二任君主）在此立禹祠，并于每年春秋两季派人前来祭禹。
禹庙在禹陵的东北面，坐北朝南，为宫殿式建筑群，始建于南朝梁初年。享殿是禹陵的主体建筑之一，为后人供奉大禹神位、祭祀献飨之处，始建于明朝嘉靖年间，到清朝末年已完全损毁，现存建筑于2007年11月开工重建，至2008年完工。
大禹陵在文化大革命期间遭严重破坏，大禹的塑像、大禹庙被拆毁砸烂，大禹塑像头颅齐颈部截断，被放在平板车上游街示众。禹庙在时任浙江省革委會副主任、鲁迅胞弟周建人的干预下免于毁灭，1976年起开始重修。1976年至1981年，地方政府对大禹陵进行中华人民共和国成立后的第三次大修，因大部分专案集中在1979年，故称“1979年第三次大修”。
改革开放后，1981年4月13日，大禹陵被浙江省人民政府重新公布为浙江省重点文物保护单位，1982年4月大禹陵文物保护所正式成立。

## 结构
前为禹池，面对亭山。墓建有碑亭，内立“大禹陵”三字石碑。附近有禹庙，分午门、祭厅、正殿三进。内立岣嵝碑，碑文77字，但由于碑上的字体奇特形如蝌蚪，完全有别于禹时代黄河文明所普遍采用的甲骨文或钟鼎文，故而也有一些学者对此一结论提出质疑，认为此碑并非禹王之碑，真正的禹陵也应当地处于长江甚至淮河之北的黄河流域尤其是黄河中下游河段的某一处经常性泛滥的水域，而非远在长江文明地带的今浙江绍兴市内。禹庙东有窆石亭，内立圆锥状窆石一块，高2米，上有圆孔。

## 图集

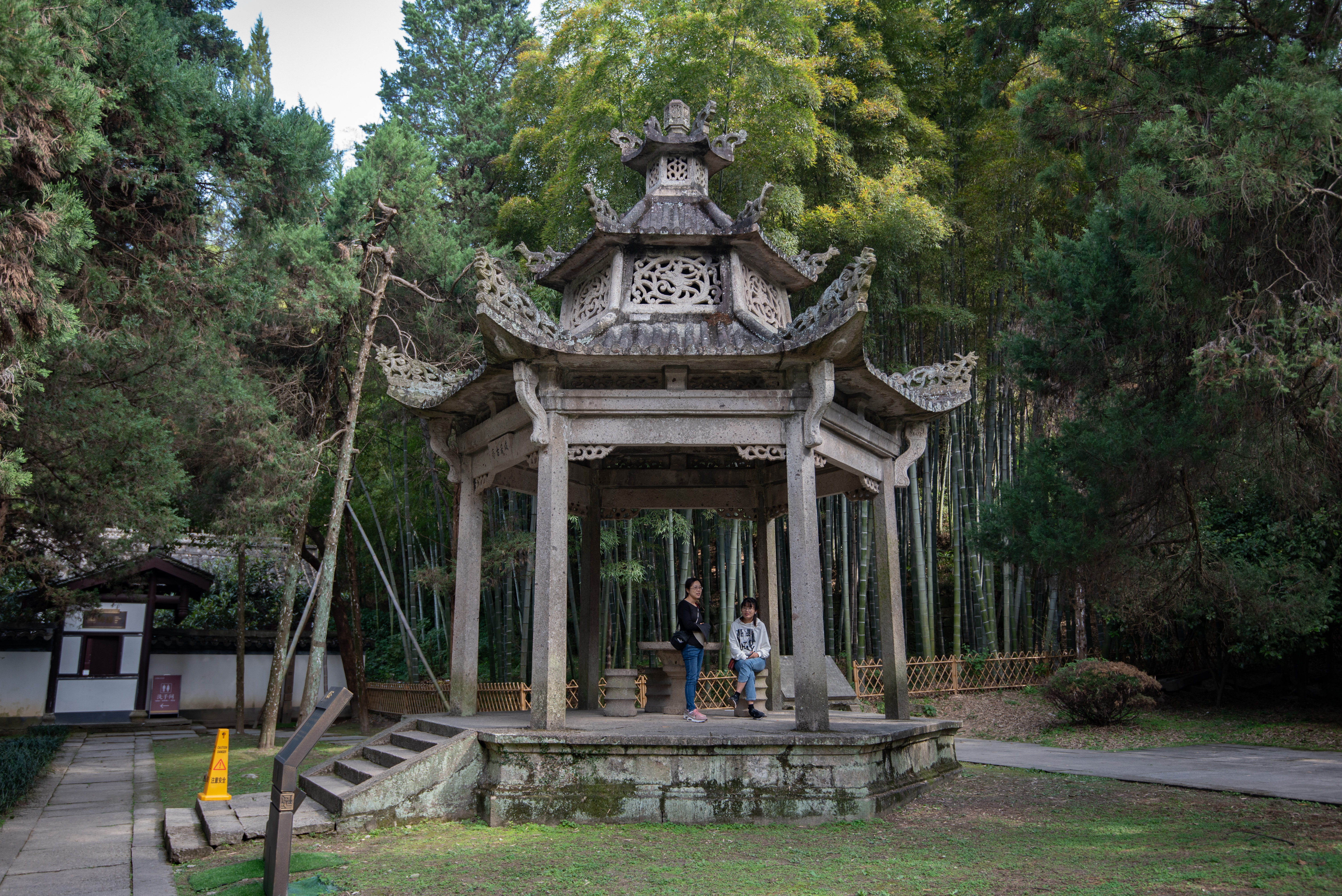
咸若古亭
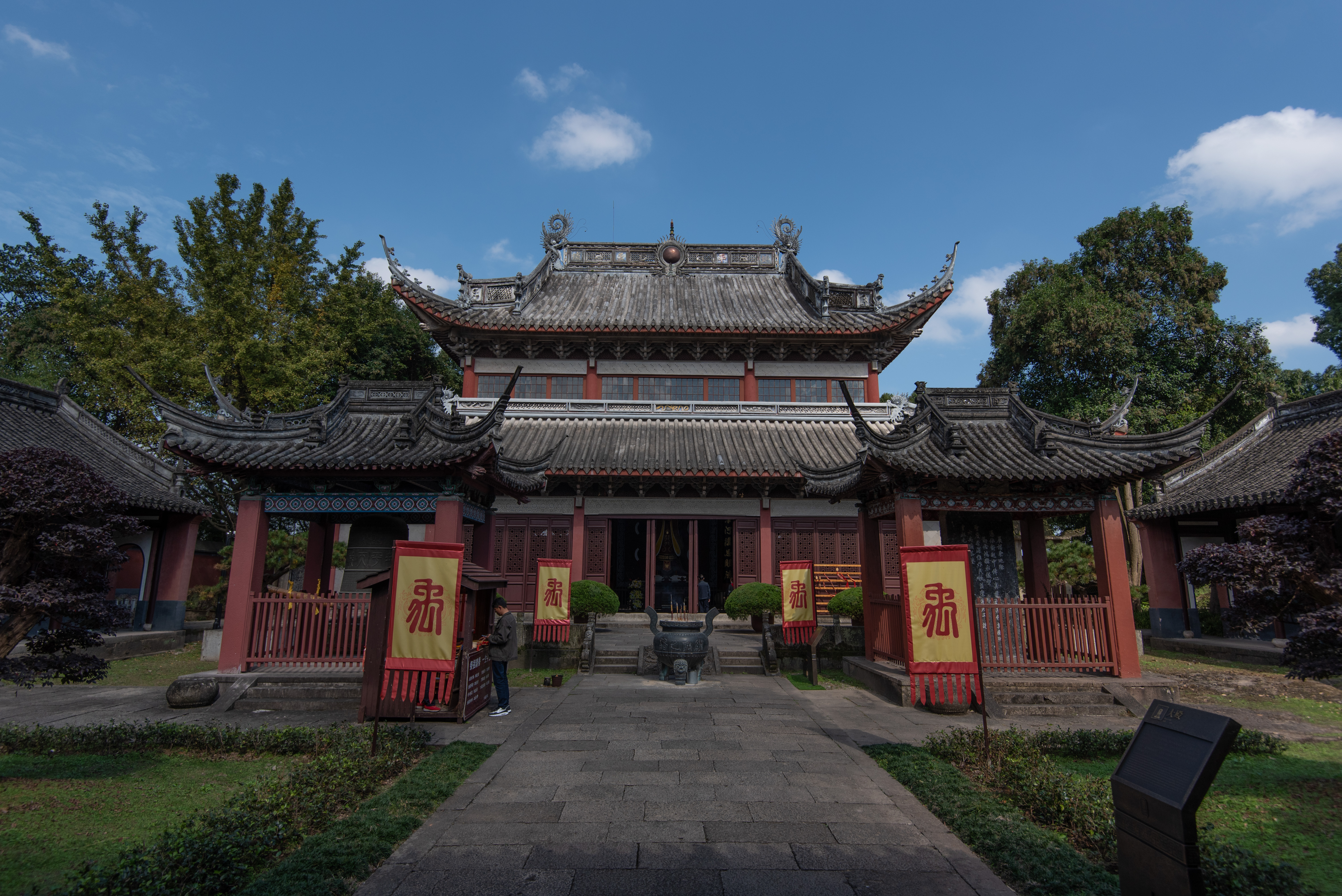
禹庙
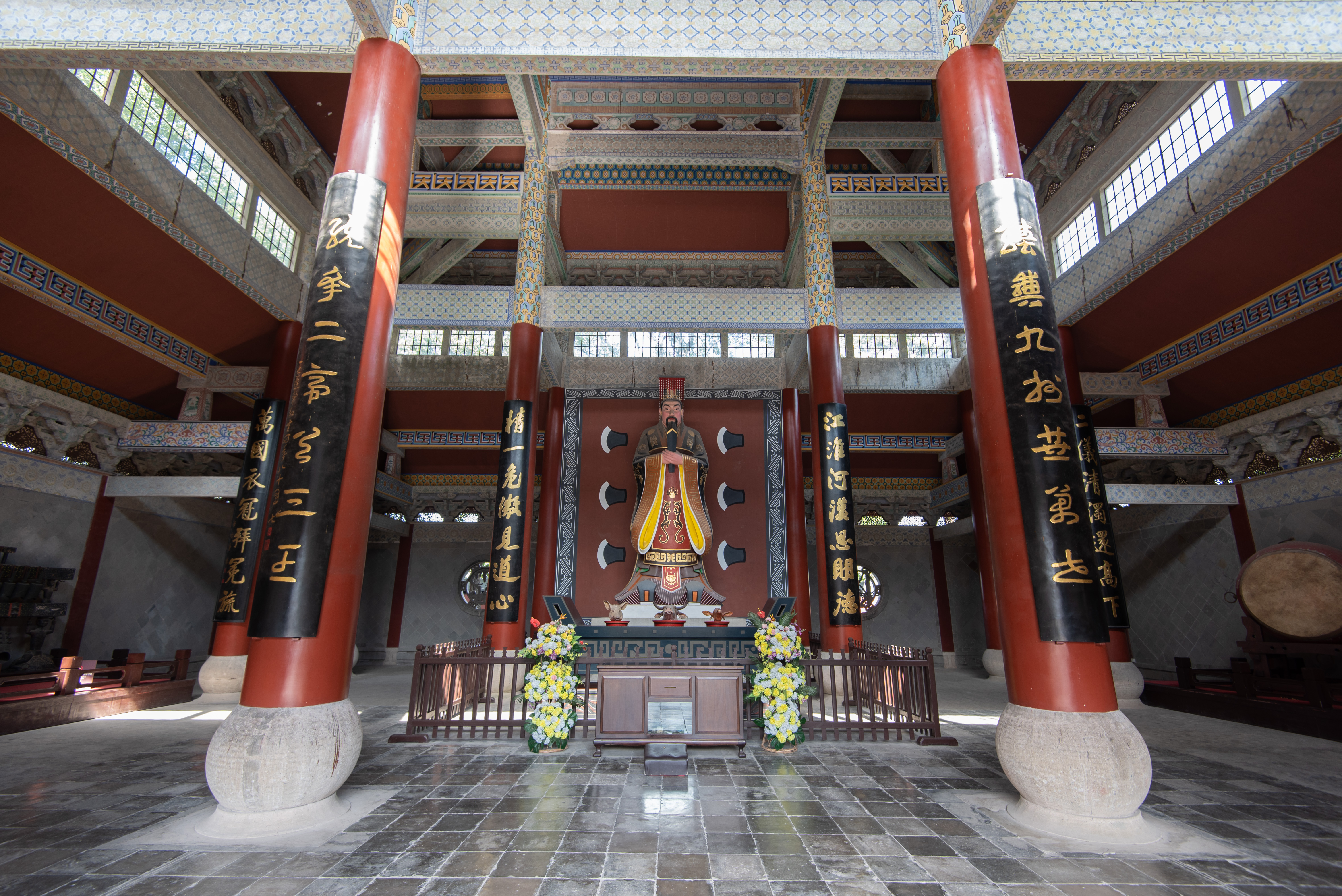
禹庙大禹像
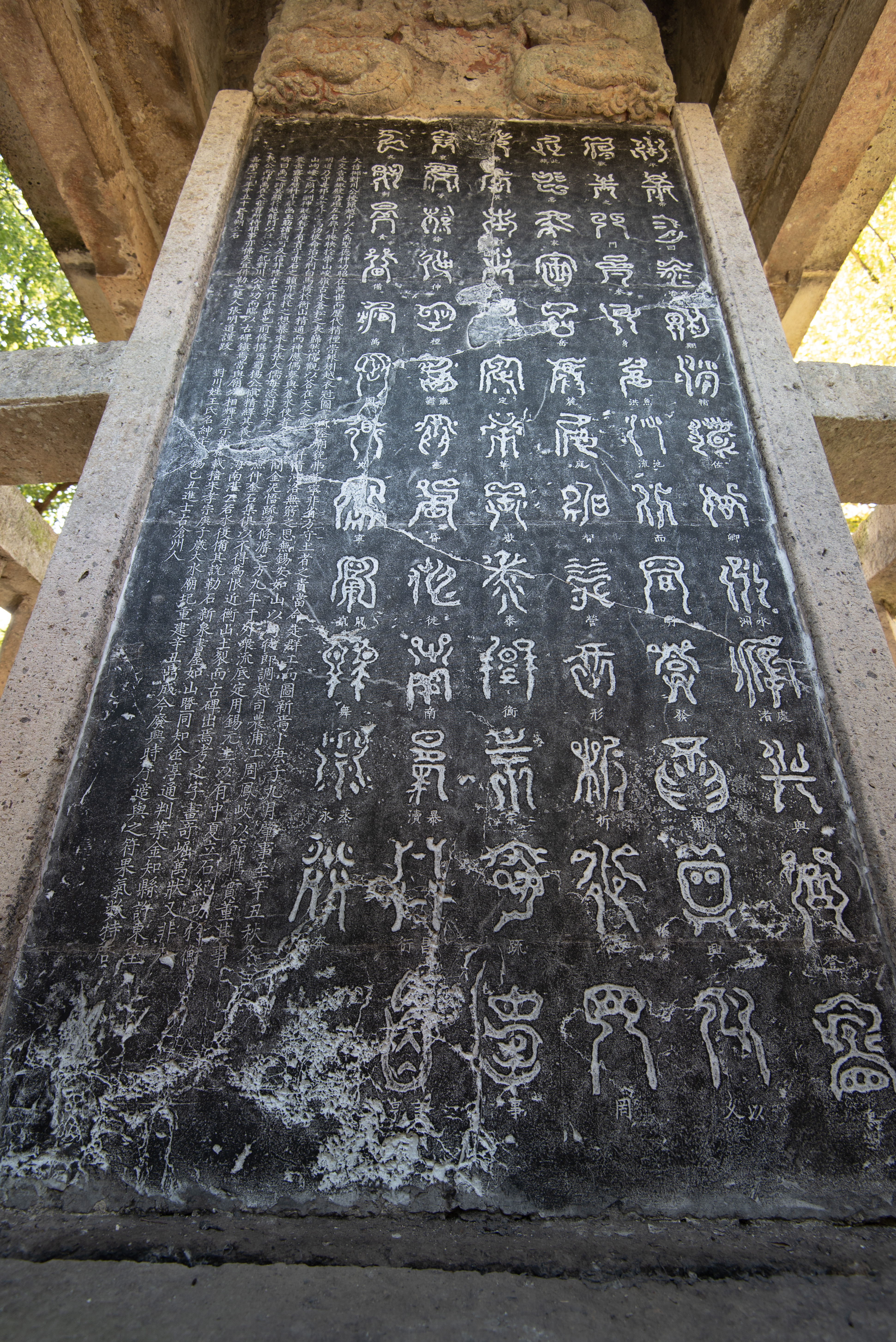
大禹陵岣嵝碑
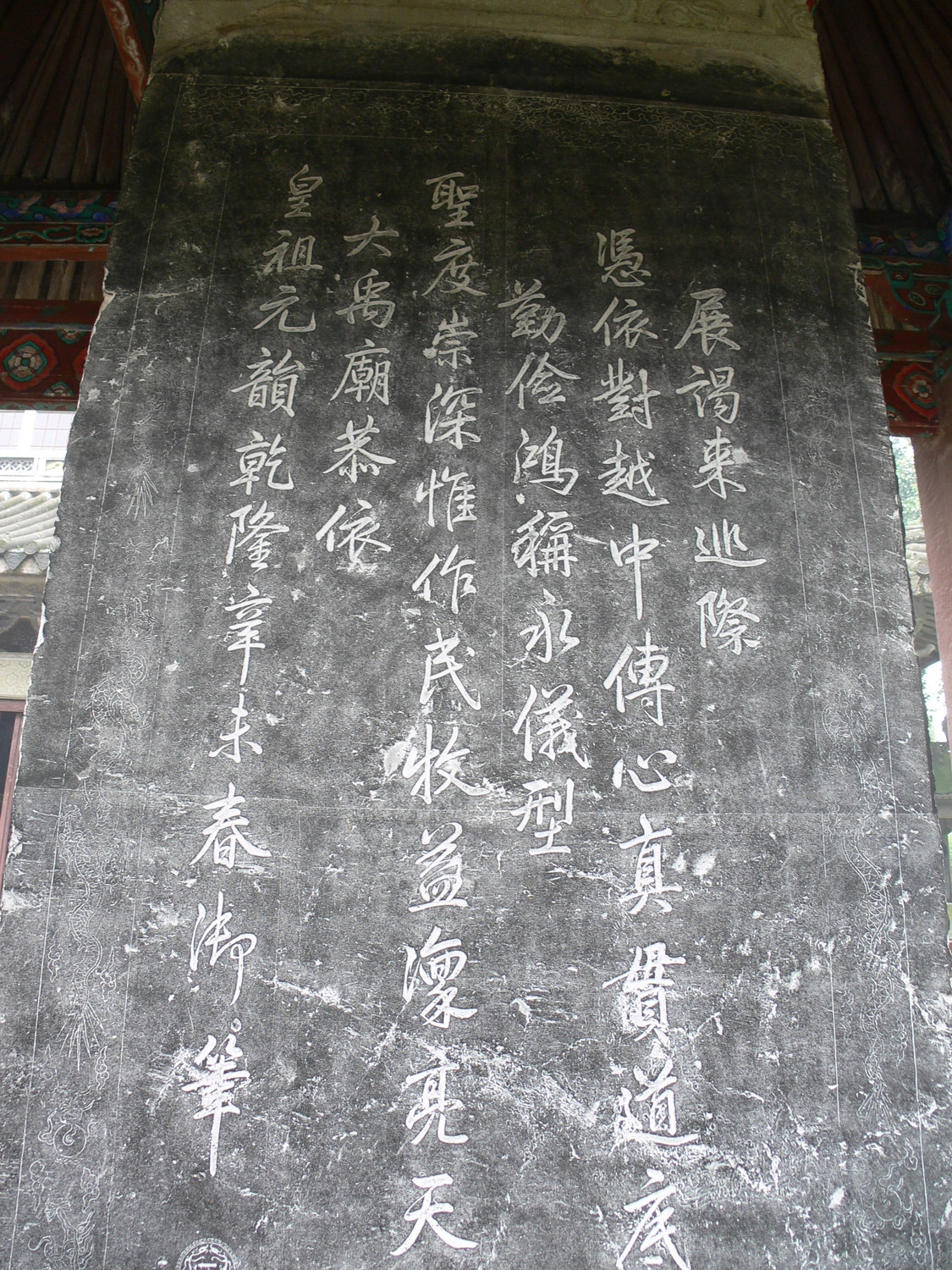
大禹陵乾隆御碑
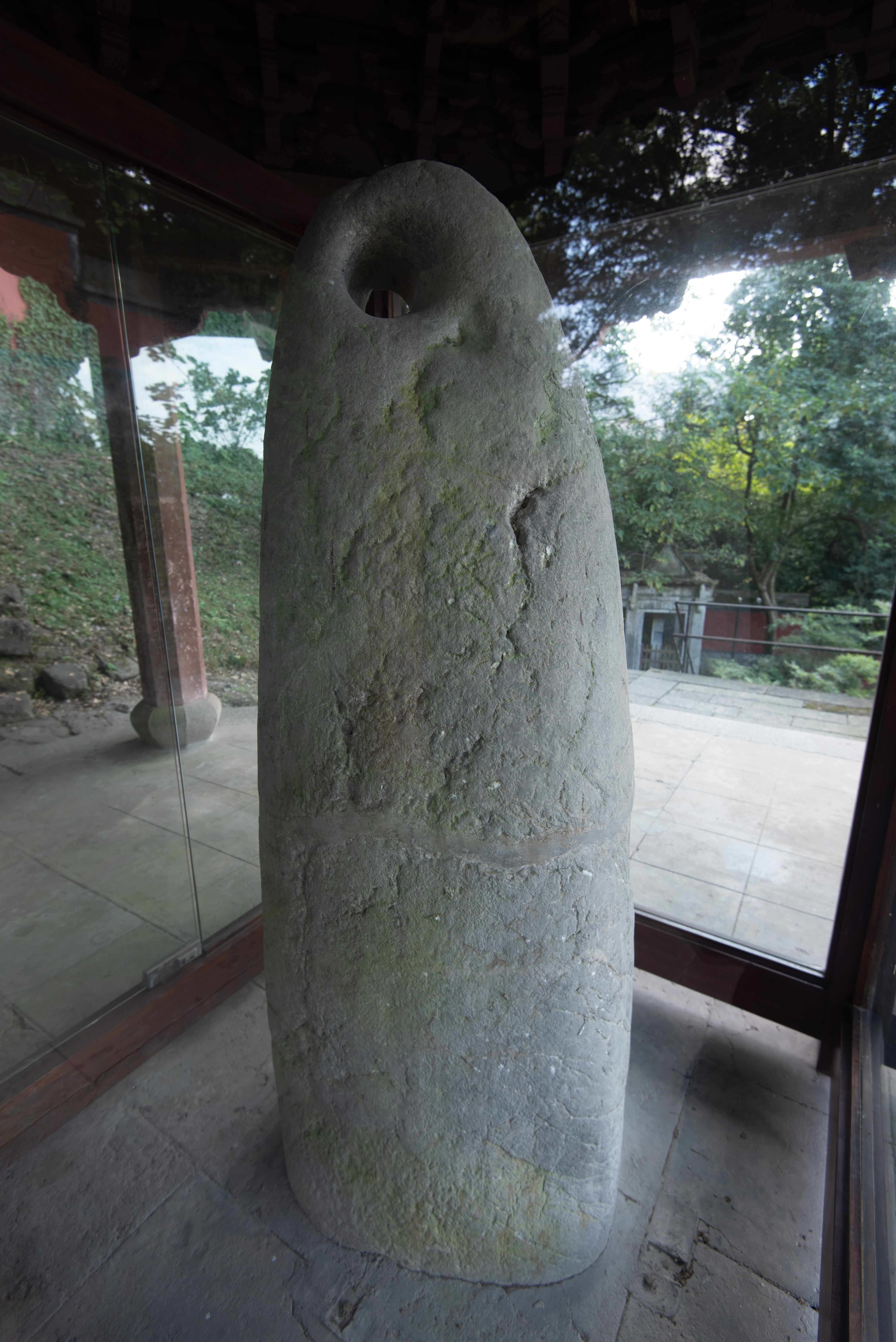
窆石